# Antton Merikaetxeberria Zuinaga
Antton Merikaetxeberria Zuinaga (Bilbao, 20 d'abril de 1944) és un cineasta i crític de cinema basc.

## Biografia
Afeccionat al cinema, va participar activament en el corrent del nou cinema basc a les dècades del 1970 i 1980. El 1972 va rodar el curtmetratge Oldarren surrumurrak en 16 mm i blanc i negre, amb fotografia de Javier Aguirresarobe, on fa una crítica a la repressió política al país basc. Va continuar fent altres curtmetratges com Barrio Rekalde Betolaza (1973) i Arrantzale (1975), aquest darrer amb suport financer del Cine Club Universitari de Bilbao. Es va consagrar amb 'Euskal Santutegi sakona (1986), rodat amb suport de la Caixa d'Estalvis de Biscaia, on evoca les arrels prehistòriques de la cultura basca i que fou presentada al Festival de La Rochelle. I amb Ikuska-3 dedicat als problemes urbanístics de Bilbao va aconseguir la Conquilla d'Or al millor curtmetratge del Festival Internacional de Cinema de Sant Sebastià 1979.
El 1980 va rodar Bizkaiko Lege Zarra, llargmetratge documental sobre els furs biscaïns, amb suport del Banco de Vizcaya i que fou presentada al Certamen de Curtmetratges de Bilbao.
Posteriorment ha treballat com a crític cinematogràfic a El Correo o El Diario Vasco. El 1998 va col·laborar en l'obra col·lectiva Cien años de cine en el País Vasco.
El novembre de 2018 va rebre el Premi Mikeldi d'honor a l'edició del Zinebi. L'abril de 2020 va rebre el Premi de Comunicació Alfonso Sánchez atorgat per l'Acadèmia de les Arts i les Ciències Cinematogràfiques d'Espanya.

## Obres
- Bilbao en sombras (1982)
- Raoul Walsh-- a lo largo del sendero (1996) ISBN 84-605-5012-5
- El enigma Ingmar Bergman (2002)